# Сабала, Хуан Карлос
Хуан Карлос Сабала (исп. Juan Carlos Zabala; 11 октября 1911, Росарио — 24 января 1983, Буэнос-Айрес) — аргентинский спортсмен, бегун на длинные дистанции, олимпийский чемпион 1932 года в марафоне.

## Биография
Хуан Карлос Сабала родился в Росарио, в раннем возрасте осиротел. В тринадцать лет он подружился с Александром Стирлингом, преподавшим у него физическую культуру в сиротском приюте. Стирлинг рано заметил у Сабалы хороший потенциал для занятий бегом и стал с ним серьёзно работать.
В 1931 году двадцатилетний Сабала стал чемпионом Южной Америки в беге на 10 000 метров (31:19.0), после чего тренер договорился об его участии в европейских соревнованиях. 10 октября 1931 года в Вене Сабала установил мировой рекорд в беге на 30 километров, пробежав эту дистанцию за 1:42:30.4. Всего через 18 дней аргентинец принял участие в Кошицком марафоне, до этого он не состязался в марафонском беге. Выступление Сабалы оказалось неожиданно успешным. Он выиграл марафон с рекордным временем 2:33:19, и этот рекорд продержался до 1952 года. На Олимпийских играх 1932 года, проходивших в Лос-Анджелесе, Сабала считался одним из фаворитов. Оправдывая ожидания, он сразу же вышел вперёд и лишь после девяти миль стал уступать лидерство другим марафонцам. Под конец Сабала вновь вышел вперёд и финишировал с новым олимпийским рекордом — 2:31:36.
Через 20 дней после Олимпийских игр Сабала участвовал в Бостонском марафоне, но до финиша не дошёл. До 1936 года он больше не участвовал в международных соревнованиях, но незадолго до Олимпийских игр в Берлине установил мировой рекорд в беге на 20 километров (64:00.2), тем самым обеспечив себе место в аргентинской сборной. К этому времени Сабала уже прекратил своё сотрудничество с тренером Стирлингом. Несколько месяцев до Игр в Берлине аргентинец тренировался в Германии, чтобы адаптироваться к местному часовому поясу.
2 августа Сабала принял участие в олимпийском соревновании по бегу на 10 километров и занял в нём шестое место со временем 31:22.0. Через семь дней на марафоне аргентинец вновь уверенно лидировал со старта, но на 28 километре трассы споткнулся и упал, позволив себя обойти Сон Ки Джону и Эрни Харперу, а на 32 километре, когда основная группа бегунов его догнала, он сошёл с дистанции. За всю карьеру Сабала участвовал лишь в пяти марафонах, из которых он финишировал лишь в двух, причём оба выиграл с рекордным временем.